# Perizoma decorata
Perizoma decorata là một loài bướm đêm trong họ Geometridae.